# قراگوز سلیم‌آقا
قراگوزسلیم آقا، روستایی است از توابع بخش مرکزی شهرستان ارومیه و در شهرستان ارومیه استان آذربایجان غربی ایران.

## جمعیت
این روستا در دهستان نازلوی جنوبی قرار داشته و بر اساس سرشماری سال ۱۳۸۵ جمعیت آن برابر با ۱۸۲ نفر (۴۷ خانوار) بوده‌است.